# 우에노 리사
우에노 리사(일본어: 上野 梨紗, 2006년 6월 24일 ~ )는 일본기원 소속의 프로 바둑 기사이다. 2019년 입단. 후지사와 카즈나리 8단의 문하생이다.

## 생애
도쿄도 나카노구에서 태어났으며, 그의 언니는 같은 바둑 기사인 우에노 아사미이다. 2019년에 4월에 입단했는데 당시 나이는 12세 9개월이었다. 입단 동기로는 나카무라 스미레, 후쿠오카 고타로가 있다.

## 입단 및 수상
- 2019년 4월 입단, 초단 (12세 9개월)
- 2022년 2단 승단
- 2023년 제42기 여류본인방전 준우승(상대 후지사와 리나, 2-3)
- 2024년 제27기 여류기성전 우승(첫 타이틀 획득. 상대 나카무라 스미레, 2-1), 3단 승단
- 2025년 제28기 여류기성전 우승(2연패 달성, 상대 무카이 치아키, 2-0), 제7회 센코컵 월드바둑여류최강전 우승(상대 최정 9단), 제10회 선흥배 여류최강전 우승(상대 후지사와 리나)